# Рецептор комплемента 2-го типа
Рецептор комплемента 2-го типа (CR2, CD21; англ. complement component (3d/Epstein Barr virus) receptor 2; CR2) — белок, участвующий в системе комплемента. Связывается с производными компонента комплемента 3 iC3b (инактивированный продукт C3b), C3dg и C3d. Продукт гена человека CR2.

## Взаимодействия
CR2 на поверхности зрелых B-лимфоцитов образует комплекс с CD19 и CD81. Комплекс CR2-CD19-CD81 часто называют B-лимфоцитарный корецепторный комплекс, так как CR2 прикрепляется к антигену посредством взаимодействия со связанным с антигеном компонентом комплемента C3d (либо iC3b или C3dg), когда мембранный иммуноглобулин IgM связывается с антигеном. Формирование такого комплекса на B-лимфоците приводит к значительному усилению ответа на антиген.
Вирус Эпштейна — Барр связывается с B-лимфоцитом при инфицировании последних за счёт взаимодействия с CR2.

## Структура
Рецептор состоит из 1033 аминокислот, молекулярная масса — 112,9 кДа. N-концевой внеклеточный домен содержит 15 Sushi-доменов, от 3 до 11 участков N-гликозилирования и от 4 до 30 внутримолекулярных дисульфидных связей. Тирозин-1029 в цитозольном домене может быть фосфорилирован. 

## Тканевая специфичность
Экспрессирован на B- и T-лимфоцитах, эпителиальных клетках глотки, астроцитах и фоликулярных дендритных клетках селезёнки. 